# Patrick Demers
Pour les articles homonymes, voir Demers.
Patrick Demers est un cinéaste québécois né en 1969 à Saint-Eustache. À ses débuts, il explore un mélange d'improvisation et de montage, pour ensuite approcher le cinéma d'une manière plus classique. 

## Biographie
À 22 ans, diplômé en cinéma, il fait le tour du monde en solitaire avec une caméra en participant à la Course destination monde (SRC), où il réalise ses premiers reportages.
Après quelques années passées à travailler comme réalisateur en télévision et en publicité, il revient à ses premiers amours en 1999 avec le court-métrage de fiction Décharge, remportant le prix du meilleur court-métrage canadien au Festival international du film de Toronto.  En 2003 il conçoit et réalise Dans un spoutnik, un vidéoclip d'animation qui remportera les honneurs cette année-là au gala de l'ADISQ et au MuchMusic Video Awards.  Puis Regular or Super: Views on Mies van der Rohe, un documentaire qu'il coréalise et dont il signe le montage image, reçoit le prix de la meilleure œuvre canadienne au Festival International du Film sur l'Art en 2004.  
Jaloux (film) (2010) est son premier long métrage de fiction. Le film indépendant produit par Productions Kinesis fut sélectionné par le Festival international du film de Karlovy Vary et par le Festival international du film de Toronto en plus d'ouvrir le Canadian Front au Museum of Modern Art en 2011. Origami (2017), son deuxième long métrage, fut présenté en première au festival Fantasia, où il s'est mérité une mention spéciale du jury pour le prix Barry Convex.

## Filmographie
Long métrage
- 2010 : Jaloux
- 2017 : Origami

Documentaire
- 2004 : Regular or Super: Views on Mies van der Rohe (vidéo, 52 min)

Animation
- 2003 : Dans un spoutnik (animation 2D et 3D, 4 min)

Courts métrages
- 1987 : Ma dernière cigarette (vidéo, 25 min)
- 1988 : Le Refus (Super 8mm, 4 min)
- 1989 : Brand New Flambant neuf (Super 8mm, 10 minutes)
- 1990 : monsieurmadamechose (16mm, 7 min)
- 1991 : Lamenta (16mm, 16 min)
- 1999 : Décharge (35mm, 13 min)
- 2004 : Le Collet (vidéo, 22 min)

## Média
- Bande annonce de JALOUX (director's cut) sur VIMEO
- Vidéoclip d'animation DANS UN SPOUTNIK sur YOUTUBE